# Wacław Rafalski
Wacław Rafalski (ur. 11 lutego 1895 w Ostrowie, zm. 1974 tamże) – polski nauczyciel, społecznik i inteligent chłopskiego pochodzenia.
W latach 1913–1916 odbył studia w Petersburgu, a po ich ukończeniu podjął pracę jako nauczyciel w jednoklasowej szkole w Ostrowie, której był wieloletnim kierownikiem (walnie przyczynił się do jej powstania – od 1929 był aktywnym członkiem Komitetu Budowy Szkoły w Ostrowie).
W okresie okupacji hitlerowskiej prowadził tajne nauczanie geografii i historii w swoim ówczesnym mieszkaniu w Ratoszynie. W 1954 powrócił na stanowisko kierownika szkoły podstawowej w Ostrowie.
W 1971 przeszedł na emeryturę. W zawodzie nauczycielskim przepracował 55 lat. Zmarł w Ostrowie w 1974. Został pochowany na cmentarzu parafialnym w Popkowicach.